# Pilocrocis metalalis
Pilocrocis metalalis là một loài bướm đêm trong họ Crambidae.